# 이별
이별(breakup, break-up)은 관계의 종료이다. 이 용어는 일반적으로 이별을 별거 또는 이혼이라고 부르는 결혼한 부부에게는 적용될 가능성은 적다. 결혼하기로 약속한 부부가 파혼하는 경우를 일반적으로 '약혼 파기'(broken engagement)라고 한다. 사람들은 일반적으로 이별을 낭만적인 측면으로 생각하지만, 비로맨틱하고 플라토닉한 이별도 있으며, 이러한 유형의 관계 해체는 대개 우정을 유지하지 못하여 발생한다.
수지 오르바흐(Susie Orbach, 1992년)는 데이트와 동거 관계의 해소가 이혼만큼 고통스럽거나 더 고통스러울 수 있다고 주장했다. 왜냐하면 이러한 비혼인 관계는 사회적으로 덜 인정되기 때문이다.
카미아르-K. 러커트(Kamiar-K. Rueckert는 도널드 위니컷의 연구를 통해 혼자 있을 수 있는 능력은 본질적으로 정서적 발달과 성숙의 건강한 신호라고 주장한다. 아이가 초기 보호자로부터 친밀감과 애착을 얻으면 자율성과 정체성을 발달시킬 수 있다. 자녀가 부모의 좋은 특성과 보호적인 특성을 주입하지 않으면 이별을 두려워하게 만든다.

## 같이 보기
- 상심
- 인터넷 친구
- 이혼
- 인간의 유대
- 존가트만
- 사직